# La Francheville
La Francheville ist eine französische Gemeinde mit 1.647 Einwohnern (Stand: 1. Januar 2022) im Département Ardennes in der Region Grand Est; sie gehört zum Arrondissement Charleville-Mézières und zum Kanton Charleville-Mézières-4. Die Einwohner werden Affranchi(e)s genannt.

## Geographie
La Francheville liegt etwa 16 Kilometer westnordwestlich von Sedan am Fluss Vence. Umgeben wird La Francheville von den Nachbargemeinden Charleville-Mézières im Norden, Villers-Semeuse im Nordosten und Osten, Les Ayvelles im Osten und Südosten, Saint-Marceau und Saint-Pierre-sur-Vence im Süden, Champigneul-sur-Vence im Südwesten, Évigny im Westen sowie Prix-lès-Mézières im Nordwesten.
Durch die Gemeinde führt die Autoroute A34.

## Bevölkerungsentwicklung
| Jahr                       | 1962 | 1968 | 1975 | 1982 | 1990 | 1999 | 2006 | 2019 |
| Einwohner                  | 1161 | 1367 | 1270 | 1077 | 1375 | 1590 | 1622 | 1671 |
| Quellen: Cassini und INSEE |      |      |      |      |      |      |      |      |

## Sehenswürdigkeiten
- Kirche Saint-Thomas aus dem 18./19. Jahrhundert
- historische Pulverfabrik aus dem 18. Jahrhundert, frühere Kapelle Saint-Ponce, 1904 geschlossen

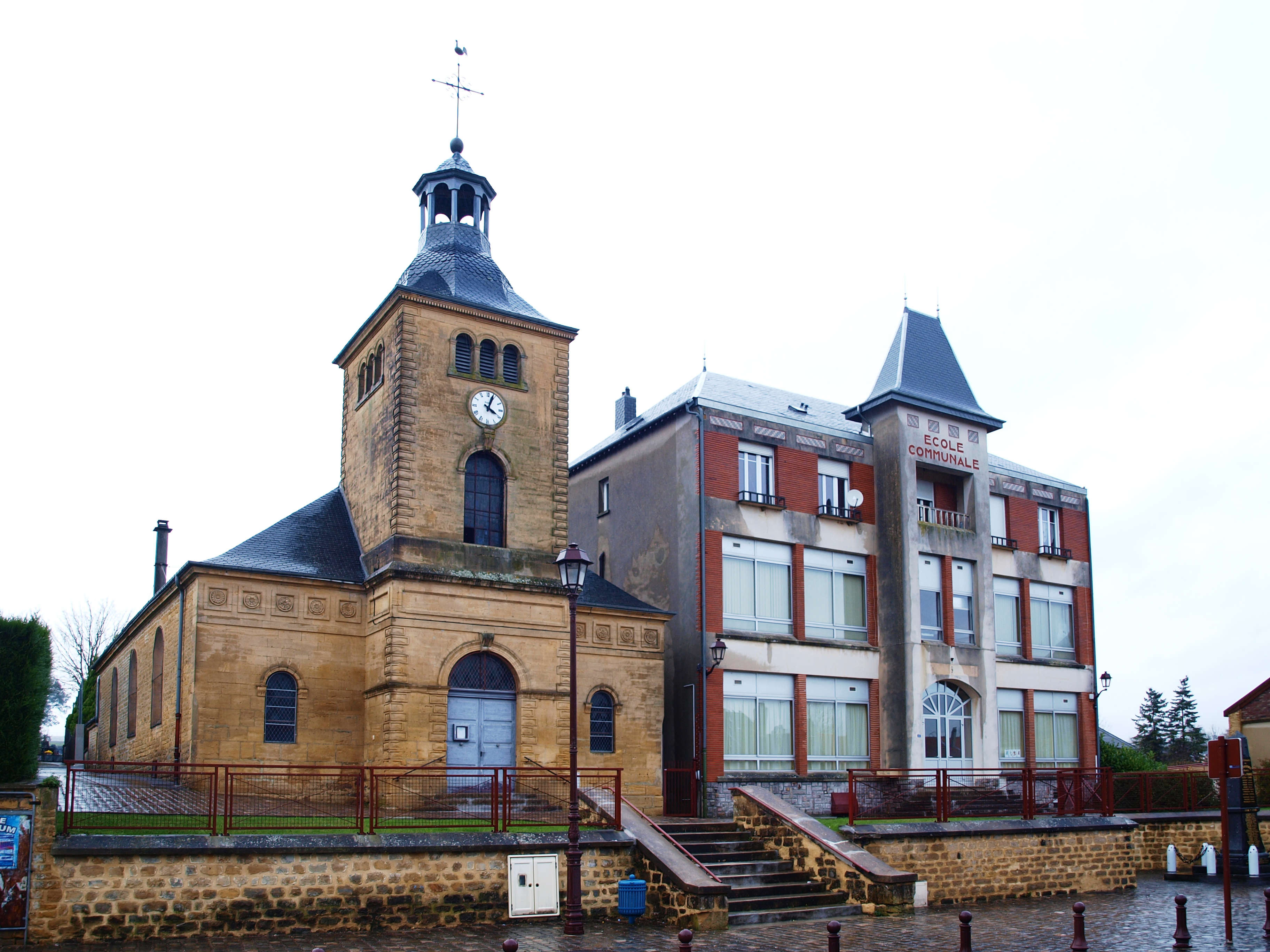
Kirche Saint-Thomas und Schule